# Карабаєво (Бураєвський район)
Караба́єво (рос. Карабаево, башк. Ҡарабай) — присілок у складі Бураєвського району Башкортостану, Росія. Входить до складу Каїнликовської сільської ради.
Населення — 239 осіб (2010; 320 у 2002).
Національний склад:
- башкири — 98 %